# Risbadstugan

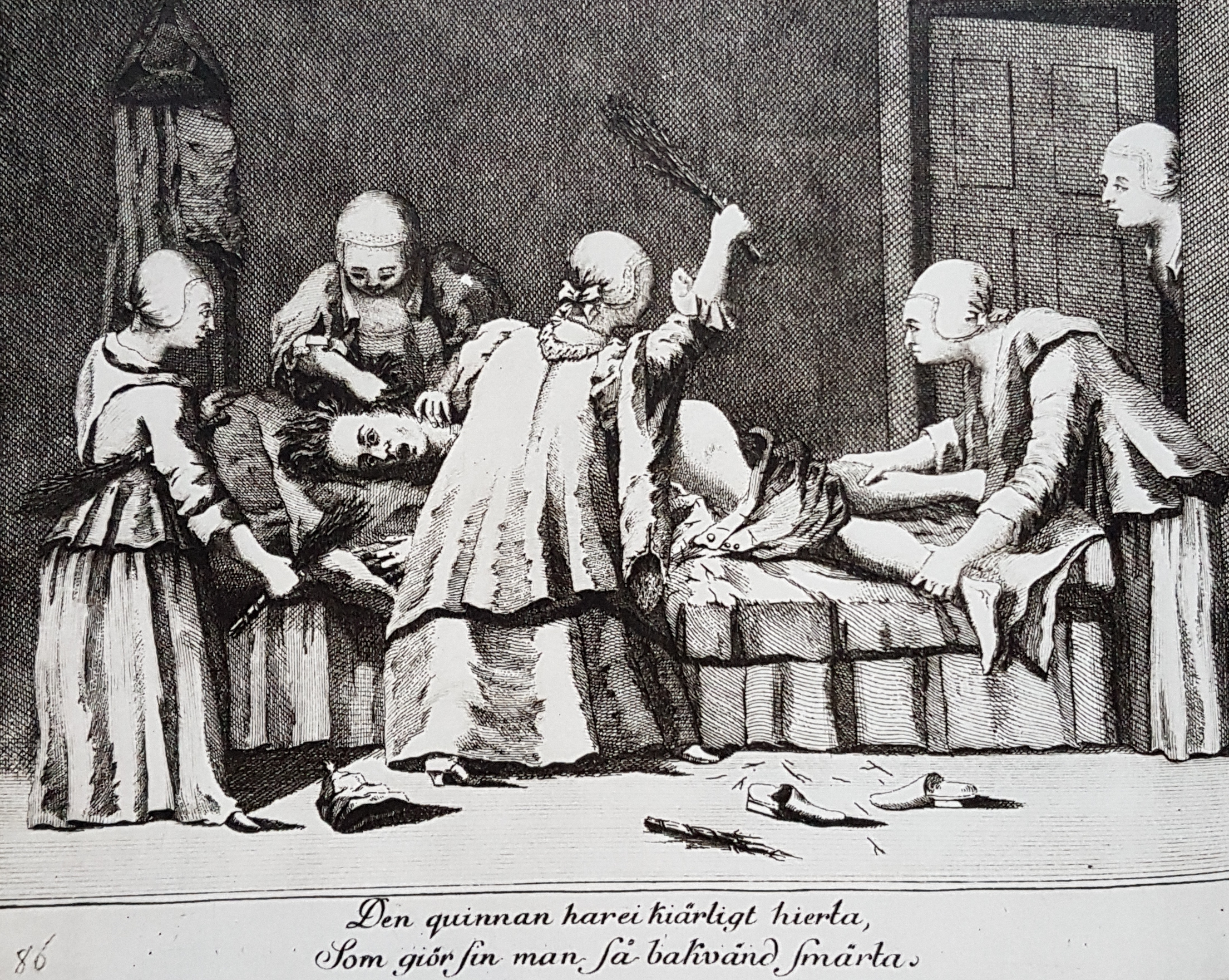
Risbadstugan, gravyr av Jacob Gillberg

Risbadstugan var ett uppmärksammat svenskt rättsfall om misshandel från 1754 som senare blev en pjäs. 
Julen 1754 hade en man i Stockholm slagit sin fru. Hon klagade inför sina väninnor och de beslöt att ge igen för misshandeln. En kväll då mannen hade gått till sängs, överfölls han av sin fru och fyra andra kvinnor. De höll fast honom och slog honom med ris så hårt att han blev sängliggande en tid. Han anmälde kvinnorna, som bötfälldes på 70 daler vardera för hemfridsbrott. Händelsen var ett av de mest uppmärksammade rättsfallen i frihetstidens Sverige, trots att det bara handlade om ett fall av misshandel. Det slogs upp stort i tidningarna, illustrationer gjordes av händelsen, bland annat en gravyr av Jacob Gillberg, och 1755 skrevs även en pjäs om händelsen, komedin Risbadstugan (Tragicomedie uti en akt kallad Risbadstugan) av poeten och författaren Johan Stagnell.  